# Aquarium Valencia
Koordinaten: 10° 11′ 20,5″ N, 68° 0′ 40,5″ W
Das Aquarium Valencia ist ein Aquarium und Tiergarten in Valencia (Venezuela) mit der größten Aquariumschau in Lateinamerika.
In diesem Aquarium befinden sich die einzigen gezähmten Amazonasdelfine der Welt. Es gibt auch zahlreiche Fischarten, Schlangen und andere Tiere und Pflanzen Venezuelas.

## Aquarium
Im eigentlichen Aquarium befinden sich zahlreiche Fischarten Venezuelas. Unter anderen kann man Zitteraale, Sägesalmler, Antennenwelse und Piranhas sehen.

## Terrarium
Hier kann man u. a. einheimische Schildkröten, Spinnen, Frösche beobachten.

## Serpentarium
Hier finden sich viele Schlangen, die in Venezuela beheimatet sind: Anakondas, Boas constrictor, verschiedene Arten von Bothrops usw.

## Zoo
Im Zoo befinden sich viele der Tiere Venezuelas, wie Tapire, viele Affensorten, Krokodilkaimane, Ozelote, Jaguare und Pumas.

## Delfinschau
Es gab eine sehr populäre Schau mit Amazonasdelfinen. Auch lebte hier der einzige jemals in Menschenhand geborene Amazonasdelfin. Die letzten Tiere starben 2016.

## Geschichte
Das Aquarium Valencia wurde auf Anlagen des früheren Aquädukts Valencias gebaut. Der Bau dieser Anlagen begann 1886, als General Antonio Guzmán Blanco Präsident war. Es war der erste Aquädukt Valencias. Ein Jahr später wurde er fertiggestellt.
1955 wurde ein neuer Aquädukt eröffnet und diese Anlagen wurden verlassen. 1970 ergriff Juan Vicente Seijas die Initiative, die Anlagen wieder zu benutzen und das Aquarium zu bauen. Am 21. Dezember 1975 wurde eine erste Ausstellung eröffnet. Seijas regte bei privaten und öffentlichen Institutionen an, dieses Projekt zu fördern.